# Jacobo Majluta
Jacobo Majluta Azar (Santo Domingo, 9 de octubre de 1934 - Tampa, Florida, 2 de marzo de 1996) fue un contador y político dominicano. Fue presidente del Senado, vicepresidente y candidato presidencial del Partido Revolucionario Dominicano en 1986. Fundó el Partido Revolucionario Independiente (PRI) y fue candidato de este partido en 1990. También fue presidente del país durante 40 días en sustitución de Antonio Guzmán Fernández, quien se suicidó antes de concluir su mandato.

## Biografía
Majluta nació en Santo Domingo el 9 de octubre de 1934 y falleció el 2 de marzo de 1996. Su padre, Jacobo Majluta, era dominicano de origen libanés; su madre, Elena Azar, era libanesa. Contrajo matrimonio con Ana Elisa Villanueva, con quien tuvo a su única hija, Consuelo Elena Majluta Villanueva. De profesión, contador público autorizado, se dedicó a la política, llegando a ocupar la presidencia de la República tras el fallecimiento de Antonio Guzmán.

## Carrera política
En su calidad de vicepresidente, asumió la Presidencia Constitucional de la República durante el periodo de transición, del 4 de julio al 15 de agosto de 1982. Una de sus primeras medidas fue abaratar los precios de los artículos de primera necesidad, con el objetivo de fortalecer su posición política de cara a futuras elecciones.
En 1986, se presentó como candidato presidencial por el Partido Revolucionario Dominicano (PRD) y sus aliados, obteniendo la mayoría de los sufragios. Sin embargo, no logró ganar las elecciones debido, principalmente, a la oposición de un sector del PRD que se alió con la facción liderada por el presidente en funciones, Salvador Jorge Blanco. Posteriormente, Jorge Blanco fue encarcelado por decisión de Joaquín Balaguer, quien había sido declarado ganador de los comicios.
Ingresó al PRD en 1961, desempeñando posiciones de dirección en dicho partido. Tras ser elegido senador, ocupó la presidencia de la Cámara Alta desde 1982 hasta finales de 1984. Posteriormente, se desató una crisis con su elección y la de otro bufete senatorial. Presidió nuevamente dicha cámara del 1985 al 1986.
Majluta, quien se desempeñaba como Vicepresidente de la República, asumió la Presidencia inmediatamente después del fallecimiento de Antonio Guzmán. Durante su breve mandato, trabajó intensamente para lograr que los oficiales militares que anteriormente apoyaban a Guzmán reconocieran y respaldaran a Salvador Jorge Blanco como su sucesor.
Más adelante, fundó el Frente de Convergencia Democrática, una organización integrada por personas ajenas al PRD pero afines a su candidatura. Sin embargo, tras profundas discrepancias políticas con José Francisco Peña Gómez, el PRD entró en un proceso de división, lo que llevó a Majluta a formar su propio partido, el Partido Revolucionario Independiente (PRI).
El sábado 2 de marzo de 1996, Jacobo Majluta falleció a causa de un cáncer de pulmón en la ciudad de Tampa, Florida, Estados Unidos. En reconocimiento a su capacidad de liderazgo, carisma, compromiso social y otras cualidades tanto humanas como profesionales, se designó en su honor la Avenida Jacobo Majluta. Esta vía, establecida mediante la Ley n.º 168-97, se encuentra en la prolongación de la Avenida Charles de Gaulle, abarcando desde la carretera Mella hasta la Avenida República de Colombia, en Santo Domingo.

## Vida profesional
Jacobo Majluta ocupó varios cargos en el plano político del país, entre ellos se destacan:
- 1954-1955: Contador en Monte y Piedad y el Banco de Crédito Prendario.

- 1956-1959: Inspector auditor en la Superintendencia de Bancos.

- 1959-1963: En este periodo fue auditor y luego administrador general de la conocida Chocolatera Industrial, C. por A. en Puerto Plata, creada por Rafael Leónidas Trujillo Molina

- Secretario de Estado de Finanzas.

- Presidente de la Junta Monetaria

- Presidente del Consejo de Administración de la Corporación de Fomento Industrial.

- Presidente del Consejo de Administración del Banco de Reservas de la República Dominicana (BanReservas).

- Presidente del Consejo de Administración de la Corporación Dominicana de Electricidad.

- 1966: Gerente Financiero de la Corporación Azucarera de República Dominicana, hoy conocida como, Consejo Estatal del Azúcar.

- 1966-1968: Regidor y Presidente de la Comisión de Finanzas del ayuntamiento del Distrito Nacional.

- 1967-1978: Auditor Externo y Asesor Financiero de Empresas Públicas y Privadas.

- 1978-1982: Fue Vicepresidente del país, por el PRD, en ese entonces, Antonio Guzmán, era el presidente constitucional.

- 1982: Tras el inesperado suicidio de Guzmán, el 4 de julio Majluta asume la presidencia hasta el 15 de agosto del mismo año.

- 1978-1980: director general de la Corporación Dominicana de Empresas Estatales (CORDE).

- 1982-1986: Senador de la República por el Distrito Nacional y respectivamente

- 1982-1983 y 1985-1986: Presidente del Senado y de la Asamblea Nacional de la República.

- 1986: Fue candidato a la presidencia por el Partido Revolucionario Dominicano (PRD), y el Partido La Estructura, y otros partidos aliados del país.

- 1990: Participa como candidato a la presidencia de la República por el Partido Revolucionario Independiente (PRI).

- 1994: Candidato a la presidencia de la República por el Partido Revolucionario Independiente (PRI).